# Linia kolejowa Wiesenburg – Roßlau
Linia kolejowa Wiesenburg – Roßlau – zelektryfikowana dwutorowa magistrala kolejowa w Niemczech, w krajach związkowych Brandenburgia i Saksonia-Anhalt. Biegnie z Wiesenburg/Mark w Brandenburgii do Roßlau w Saksonii-Anhalt. Jest częścią połączenia kolejowego Berlin – Dessau.